# 馮浩 (成化進士)
馮浩（1457年—？），字養正，應天府江浦縣人，民籍，明朝政治人物。

## 生平
成化十九年（1483年）癸卯科應天府鄉試第一百四名舉人。成化二十三年（1487年）中式丁未科會試第七十八名，三甲第二百零六名進士。弘治五年（1492年）任湖廣江陵知縣知縣，升夷陵州知州。

## 家族
曾祖馮恭；祖父馮彥能；父馮銘，母狄氏。重庆下。弟清、漳、湛、灌。